# Episodi di Coroner (quarta stagione)
La quarta stagione della serie televisiva Coroner, composta da dodici episodi, è stata trasmessa in prima visione assoluta in Canada su CBC Television dal 6 gennaio al 7 aprile 2022.
In Italia la stagione è stata trasmessa su Sky Investigation, canale a pagamento della piattaforma satellitare Sky, dal 7 ottobre all'11 novembre 2022.
| nº | Titolo originale        | Titolo italiano            | Prima TV Canada  | Prima TV Italia  |
| -- | ----------------------- | -------------------------- | ---------------- | ---------------- |
| 1  | Emerge                  | L'ultima stilla            | 6 gennaio 2022   | 7 ottobre 2022   |
| 2  | Cutting Corners         | Il ritorno                 | 13 gennaio 2022  | 7 ottobre 2022   |
| 3  | Neighbourhood Watch     | L'ultima goccia            | 20 gennaio 2022  | 14 ottobre 2022  |
| 4  | Heartbeet               | Morte in culla             | 27 gennaio 2022  | 14 ottobre 2022  |
| 5  | Degargoony              | Una crisi passeggera       | 24 febbraio 2022 | 21 ottobre 2022  |
| 6  | Young Legend            | Giovane leggenda           | 3 marzo 2022     | 21 ottobre 2022  |
| 7  | True Crime              | Non c’è pace, per gli empi | 10 marzo 2022    | 28 ottobre 2022  |
| 8  | LJND                    | Io sono leggenda           | 17 marzo 2022    | 28 ottobre 2022  |
| 9  | Our Home on Native Land | Al freddo e al gelo        | 24 marzo 2022    | 4 novembre 2022  |
| 10 | Safe Space              | Il loft                    | 31 marzo 2022    | 4 novembre 2022  |
| 11 | Blast to the Past       | Sparizione                 | 7 aprile 2022    | 11 novembre 2022 |
| 12 | Death Goes On           | Tempo di partire           | 7 aprile 2022    | 11 novembre 2022 |

## L'ultima stilla
- Titolo originale: Emerge
- Diretto da: Ruba Nadda
- Scritto da: Adriana Maggs

### Trama
Dopo la morte di Liam, Jennifer si è ritirata a vita semplice, lontana dal caos cittadino in un appezzamento di terra di Tyler e Hayley, dove non arriva il segnale cellulare, e vive in un caravan coltivando frutta e verdura per sé e per il mercato. Questa vita è destinata a cambiare quando rinviene il corpo senza vita di George; sul caso indaga il det. Muller e Jenny non resiste nel non dare un consiglio da coroner. Quando poi rivela a Tyler di aver trovato George, è costretta a tornare in servizio per evitare che le cose diventino gravi quando la polizia prova ad arrestare Tyler che ha una crisi psicotica. Durante l'autopsia viene trovata una scritta incisa su una gamba e dei pollini nelle narici. Jenny apprende che Tyler era stato assunto dai genitori di George per insegnarli a combattere e fare gruppo, ma il gruppo di wrestling sembra essere coinvolto nella sua morte; la donna decide di parlare con i genitori di George scoprendo che nel loro giardino ci sono peonie e margherite, gli stessi pollini rinvenuti sulla vittima, e analizzandolo trova un coltello insanguinato. I genitori, messi alle strette, rivelano che George si è suicidato.
Malik e Donovan devono fare i conti con una nuova vittima, Colleen, e con il nuovo coroner, il dott. Elijah Thompson, che ha metodi di lavoro diversi da Jenny; durante l'autopsia vengono trovati alcuni lividi, ma non il motivo per cui la donna è morta dissanguata. Elijah non vuole detective in sala durante le analisi. Nel frattempo Malik e Donovan decidono di interrogare il marito della vittima, Marcus Hough, che rivela che dopo l'operazione al ginocchio Colleen pensava di essere seguita; i due analizzano i disegni della vittima notando che aveva iniziato a inserire uno stalker una decina di giorni prima di morire. Elijah e il suo team scoprono il motivo della morte, dei piccoli fori causati da barriere anti-uccelli e che la vittima assumeva anticoagulanti, confrontandosi con Donovan trovano che i farmaci che prendeva avevano un dosaggio elevato. Interrogando il farmacista scoprono che si era accorto del dosaggio sbagliato e che aveva tentato di recuperare i medicinali ma non sapeva come avvicinarla perché era sempre impaurita.
- Durata: 41 minuti
- Guest star: Gia Ariganello (Jenny da bambina), Jonathan Tan (dott. Luca Cheng), Emmanuel Shirinian (David Khalighi), Charlie Mark (George), Pedro Miguel Arce (Marcus Hough), Tony Ofori (Tyler), Byron Abalos (Ben Hammond), Julie McLeod (Colleen Hough), Marie Dame (Mary), Jamaal Grant (dott. Phillip Harrison), Kyana Teresa (Hayley), Steve Cumyn (Mike), Ang Kiriakos, Jonah Jessop, Angel Echávez (farmacista), Zachary Bennett (det. Muller)

## Il ritorno
- Titolo originale: Cutting Corners
- Diretto da: Ruba Nadda
- Scritto da: Shannon Masters

### Trama
Jenny decide di rientrare al lavoro con 57 giorni di anticipo, lì ringrazia il dott. Thompson per averla sostituita ma lui non vuole abbandonare prima del termine previsto. I due però decidono di lavorare insieme quando vengono avvisati di un incidente che ha provocato diverse vittime; anche tra Malik e Donovan ci sono contrasti a causa di quanto successo in farmacia in precedenza. Mentre Malik raccoglie le testimonianze per ricostruire quanto accaduto, in una macchina Lily si risveglia e vengono chiamati i paramedici. In ufficio Jenny inizia a scontrarsi con il nuovo metodo di lavoro introdotto da Elijah e i due si punzecchiano durante l'autopsia; i risultati però non indicano la presenza di alcool o droghe in nessuna delle vittime, mentre Lily non ha traumi mortali. Tutte le analisi portano ad un vicolo ceco fino a quando non scoprono che Lily aveva ingerito grandi quantità di menta poleggio, probabilmente per abortire, causandole convulsioni che hanno portato all'incidente.
- Durata: 41 minuti
- Guest star: Gia Ariganello (Jenny da bambina), Edie Inksetter (sergente maggiore Waylen), T'áncháy Redvers (agente Tina Stanley), Shanna Armogan, Jordan Kenny (Zombie Ryan), Colton Clause (Killjoy James), Shiong-En Chan (Renata Bloom), Karrie Kwong (tecnico autoptico), Robyn Matuto (Lily), Tatiana Ashton (Grace)

## L'ultima goccia
- Titolo originale: Neighbourhood Watch
- Diretto da: Farhad Mann
- Scritto da: Nathalie Younglai

### Trama
Jenny indaga sulla morte della signora Chan. Sua figlia Helen è convinta che sia stata assassinata, mentre Michael crede sia morta naturalmente, nonostante il ristorante sia in rosso; al laboratorio del coroner, dopo una TAC, Jenny e la sua squadra scoprono che ha subito un colpo alla testa che ha portato alla sua morte. Dopo aver chiesto aiuto a Donovan, i due informano Michael e si fanno raccontare cosa la donna abbia fatto tre giorni prima e successivamente cercano l'arma del delitto. Donovan nota alcune videocamere e, analizzando i filmati, scopre che un uomo la stava aspettando prima di aggredirla e che la donna si è difesa allontanandolo. 
Donovan decide di fare rapporto su quanto accaduto in farmacia al sergente maggiore Waylen, resta sorpreso quando gli viene comunicato quanto Malik ha detto alla disciplinare. Sul luogo del ritrovamento di un piede Donovan è arrabbiato e appena riceve la chiamata di Jenny decide di aiutarla lasciando Malik a lavorare con Elijah. In laboratorio viene analizzato il piede trovando sotto a un'unghia un'alga; Elijah decide di setacciare i corsi d'acqua vicini e Malik chiede aiuto a Jenny, vengono rinvenuti diverse parti del corpo sezionate. Al laboratorio vengono riassemblati i pezzi trovati scoprendo un trauma alla testa, non potendo prendere le impronte decidono di provare a scoprire chi sia con i calchi dentali.
Donovan rinviene, sulla scena dell'aggressione, la trave con cui la donna si è difesa e la porta in laboratorio consegnandola a Jenny che nota che i tre chiodi sulla trave corrispondono ai segni sull'avambraccio della persona sezionata; poco dopo arrivano i risultati delle analisi sui calchi dentali, la vittima è Jason Pence che lavorava al ristorante vicino a quello dei Chan. Donovan porta in centrale Michael perché sospettato del crimine di Jason, lì però Jenny nota il segno lasciato dalle sanguisughe su Helen che confessa quanto accaduto.
- Durata: 41 minuti
- Guest star: Gia Ariganello (Jenny da bambina), Edie Inksetter (sergente maggiore Waylen), Matthew MacFadzean (Randy Groat), Aldrin Bundoc (Rizal), Frank Cox-O'Connell (Jason Pence), Jeff Yung (Michael Chan), Austin Ball (Mason), Grace Armas, Jennifer Ann Paduch (Eva Chan), Bessie Cheng (Helen Chan)

## Morte in culla
- Titolo originale: Heartbeet
- Diretto da: Samir Rehem
- Scritto da: Laura Good

### Trama
Jenny, Donovan e Malik sono a casa di Max dove ha trovato deceduto suo figlio di dieci mesi, Simon; scossa e scioccata dall'accaduto non riesce a rispondere alle domande, e a mettere maggior pressione arriva l'assistente sociale Cassidy che chiede a Jenny di escludere la negligenza genitoriale di Max. Jenny e Donovan decidono di parlare con il dott. Morrow, il pediatra che aveva in cura Simon, scoprendo che la madre glielo portava ad ogni piccolo malessere ma che il bambino era sano; analizzando il corpo del bambino viene individuata la causa del decesso, avvelenamento da piombo. Jenny e la sua squadra analizzano radiografie di altri bambini con lo stesso sintomo escludendo che sia stato avvelenato a casa sua e iniziano le ricerche della fonte dell'avvelenamento. Non trovando un luogo in comune Jenny sospetta che l'avvelenamento sia stato causato dal cibo, indaga su una prima ditta ma i loro prodotti risultano esenti da piombo; lei e Donovan informano Max che racconta che Simon era ghiotto di una pappa per broccoli che non ha più trovato in negozio, fortunatamente ha ancora una confezione in casa che Jenny può analizzare scoprendo così che contiene piombo, cadmio e arsenico oltre i limiti consentiti per adulti.
- Durata: 41 minuti
- Guest star: Seann Gallagher (Cole Hanes), Marie Ward (Andrea), Robert Verlaque (dott. Morrow), Samantha Kaine (Max Williams), Mercedez Gutierrez (Serena), Katherine Genge (agente di polizia), Kate Corbett (Cassidy James)

## Una crisi passeggera
- Titolo originale: Degargoony
- Diretto da: Farhad Mann
- Scritto da: Noelle Carbone e Mazi Khalighi

### Trama
Mentre al coroner non ci sono patologi, Elijah è alla promozione del suo libro mentre Jenny è a casa malata, la squadra deve affrontare il ritrovamento in un parco del cadavere di Rameen. Al laboratorio Dennis e River procedono con l'autopsia del corpo assistiti a distanza da Jenny, trovano un secondo proiettile risalente a cinque anni prima che colpito dal nuovo sparo si è spostato nel collo causando la morte; nel frattempo al parco Donovan e Malik cercano indizi sul colpevole e si fanno aiutare da Shayan che fa da interprete per chiedere informazioni ai membri della comunità. Gli indizi raccolti portano Donovan ad arrestare Shayan e a portare in centrale Ali, Reza e Sara che sembrano collegati all'omicidio, Jenny però intuisce che Rameen si è sparato da solo.
- Durata: 42 minuti
- Guest star: Gia Ariganello (Jenny da bambina), T'áncháy Redvers (agente Tina Stanley), Bahram Farhang (Rameen), Kane Mahon (Ali), Shannon McDonough (donna delle consegne), Sammy Azero (Shayan), Aida Keykhaii (Sara), Shahram Shahbazi (Reza)

## Giovane leggenda
- Titolo originale: No Justice, No Peace
- Diretto da: Serinda Swan
- Scritto da: Motion

### Trama
Donovan e Malik indagano sul ritrovamento senza vita di Jalil Chisholm, una giovane promessa del basket. Le indagini portano i due a sospettare inizialmente del fratello di Jalil; in laboratorio River e Dennis scoprono che non è deceduto a causa dell'aggressione subita, ma per un infarto. Donovan interroga il dott. Rowen, che era il medico di Jalil, scoprendo che era contagiato da COVID anche se asintomatico, in realtà il suo corpo stava cedendo e non avrebbe passato l'esame medico e di conseguenze le selezioni. Dopo che la notizia della sua morte viene resa pubblica, un utente tenta di vendere alcuni NFT di Jalil, rintracciato il suo IP si rendono conto che si trova all'hotel dove alloggia il manager Scott Gack, sul posto non lo trovano ma vengono chiamati poco dopo che li informa di averlo trovato deceduto in un incidente stradale.
Nel frattempo Jenny viene scortata in tribunale per non essersi presentata precedentemente ad una udienza come testimone della difesa di Aaron Browning, il ragazzo che ha ucciso Liam. Anche se contraria a testimoniare la difesa tenta di invalidare il processo grazie alla sua testimonianza.
- Durata: 41 minuti
- Guest star: Gia Ariganello (Jenny da bambina), Dempsey Bryk (Caleb Browning), Kristopher Turner (Aaron Browning), Karen Racicot (Elodie Bouchard), Krista Bridges (Malou Dan), Matthew Worku (Kingsley Chisholm), Dana Thody (agente), Matthew Binkley (agente Bradford), Wyse Bishop (Jalil Chisholm), Patrick Haye (Leroy Chisholm), Kyle Buchanan (dott. Rowen), James Gallanders (Scott Gack), Idrissa Sanogo (Bayley Dumari), Taytem Douglas (Jalil da ragazzo), Dorian Ouaton (Kingsley da ragazzo)

## Non c’è pace, per gli empi
- Titolo originale: True Crime
- Diretto da: Liz Farrer
- Scritto da: J.P. Larocque

### Trama
Elijah, Jenny, Donovan e Malik si ritrovano nel luogo dove è stato rinvenuto un cadavere impalato ad un blocco di cemento ed iniziano le indagini, Malik vede una similitudine con un serial killer che abbandonava le vittime proprio in quel posto abbandonato e che era stato fermato prima che potesse uccidere una nuova vittima; quella persona era il fidanzato di Arjune, Blake, che è il cadavere appena trovato. Arjune finisce tra i sospettati quando Malik trova un video rimosso della serie di Arjune risalente al giorno prima in cui intervistava Blake e viene interrogato; al laboratorio viene trovata la vera causa della sua morte, si tratta di omicidio, e viene collegato ad altre morti recenti. Arjune fornisce tutto il video dell'intervista e non solo Blake nomina Legend, ma si intravede in una inquadratura Mira che manda in confusione Donovan; Jenny trova il gruppo che utilizza la pietra di luna, si tratta del Surmount, e si preoccupa per Donovan. Lui è andato da Cassidy e le chiede di non andare al raduno di Legend dopo aver appreso la notizia che è stata invitata, lei però non gli dà retta e parte con Mira.
- Durata: 41 minuti
- Guest star: Courage (Mira Samaroo), Augusto Bitter (Blake), Varun Saranga (Rohan Arjune), Mohsin Sabir (Adeel), Anita Sarda (Parveen)

## Io sono leggenda
- Titolo originale: LJND
- Diretto da: Adrienne Mitchell
- Scritto da: Nathalie Younglai e Lindsey Addawoo

### Trama
Mentre Cassidy è arrivata al raduno di Surmount che si svolte in un luogo isolato, Jenny inizia una vera e propria corsa contro il tempo per escludere il suicidio di numerose persone facenti parte del gruppo che sono state trovate senza vita in circostanze sospette. Presto scopre che tutte le vittime hanno una cosa in comune, si erano salvate in precedenza e che la stessa circostanza le ha portate anni dopo alla loro morte; Malik invece indaga su Legend scoprendo che si era salvato da una caduta che gli ha causato numerose fratture portandolo quasi alla morte e che dopo ha iniziato a dare consigli di vita che presto lo hanno portato a fondare il Surmount. Purtroppo il corpo che Jenny e la sua squadra sta analizzando combacia con quello di Tim, il vero fondatore del Surmount. Nel frattempo al raduno arriva anche Donovan dopo aver superato tutti gli obbiettivi e aver ricevuto l'invito, il suo scopo però è quello di proteggere Cassidy ma ben presto si vede portare via il cellulare da Mira, gli viene consegnata una pietra di luna e vede Cassidy essere scelta per "evolvere". Mira, che ha sempre tenuto con sé il cellulare di Donovan, scopre poco prima del rituale di Cassidy che Malik è pronto ad intervenire; Legend chiede a Cassidy di replicare il momento di quasi morte e Donovan interviene appena in tempo. Ora però è lui il prescelto per "evolvere" e racconta della sua più grande paura, il buco alla schiena dovuto al cancro che ha superato. Jenny riesce a prelevare una impronta del serial killer dai denti di Blake e scopre che si tratta di Fred Wozniak dando il via libera a Malik di intervenire. Donovan, ormai steso su un lettino, viene rassicurato da Mira che non gli inietta un sedativo e quando Cassidy si rifiuta di pugnalarlo ci pensa Legend che viene fermato da Donovan.
- Durata: 42 minuti
- Guest star: Courage (Mira Samaroo), George Krissa (Ljnd), Augusto Bitter (Blake), Marium Carvell (CEO), Angela Addawoo (Ljndarie #1), Armando Alera (Ljndarie #2), Avaah Blackwell (Ljndarie #3), Marlaina Andre (Ljndarie #4), Mei Chung (Ljndarie #5), Charlie Mark (George), Bahram Farhang (Rameen), Vincent Rother (guardia di sicurezza), Moses Nyarko

## Al freddo e al gelo
- Titolo originale: Our Home on Native Land
- Diretto da: Cory Bowles
- Scritto da: Shannon Masters

### Trama
Donovan e Jenny indagano sulla morte di Stig Olaffson, un senzatetto ed ex detenuto trovato da Elmore. Fortunatamente River è una volontaria che aiuta i senzatetto della zona e conosce quasi tutti, la fiducia acquisita le permette di interfacciarsi con loro aiutando Jenny e Donovan nelle indagini. Viene interrogata anche Sketch che seppur non sapendo come sia morto Stig informa che la polizia il giorno prima aveva preso tutte le sue cose e che aveva l'ordine di sgomberare il rifugio; in laboratorio si scopre che Stig è morto per assideramento. Jenny vuole denunciare il consiglio per omicidio e chiede supporto a Clark riuscendo a bloccare lo sgombero per una settimana; nella notte però Elmore rimane ucciso in un incendio nella sua baracca. Analizzando il corpo si scopre che era già morto quando è partito l'incendio e che aveva tracce di antigelo nel suo corpo, Donovan interroga quindi 2-Jacks visto che aveva attriti con Elmore e che usava la sostanza per non far congelare i lucchetti delle baracche. Mentre sta per essere arrestato si sente male e, una volta portato all'ospedale, si scopre che anche lui ha una intossicazione dovuta all'antigelo che ra stato nascosto in una barretta di cioccolato. Le indagini portano a sospettare di Delores che voleva avviare il progetto della realizzazione di case popolari e che aveva aiutato Elmore a disintossicarsi.
- Durata: 41 minuti
- Guest star: Gia Ariganello (Jenny da bambina), Samuel Davilmar (Shameer), T'áncháy Redvers (agente Tina Stanley), Angie Reid (Sketch), Brandon Oakes (2-Jacks), Marcia Bennett (Delores Henry), Charlie Ebbs (Elmore), Stephen Guy-McGrath (Stig Olaffson), Luke Charles (paramedico), Tommy Taylor (se stesso)

## Il loft
- Titolo originale: Safe Space
- Diretto da: Cory Bowles
- Scritto da: Seneca Aaron

### Trama
Jenny, Ross e Peggy elaborano in modo diverso il lutto per la perdita di Gordon e sistemando le sue cose Jenny trova una lista di Ross che pensava di andare ad abitare da solo, lei è disponibile a lasciarli i soldi del conto che ha cointestato con Gordon ma ben presto scopre che è stato bloccato. Cercando risposte vuole parlare con Peggy che non è in negozio, più tardi la sente per telefono e decide di andare da lei dopo il lavoro ma quando arriva il negozio esplode.
Dennis e River si trasferiscono in un appartamento e sistemandolo trovano una mano e altri parti di un cadavere immerso nel cemento del vano dell'ascensore. Elijah e Donovan iniziano le indagini e con l'aiuto di Malik vengono interrogati tutti gli inquilini. I sospetti ricadono sulla ditta di ristrutturazione che ha già una causa per la morte sul lavoro di un loro dipendente. In laboratorio si scopre che l'uomo non era un operaio ma Evan, un ballerino, che era tenuto imprigionato in una zona isolata dell'edificio che viene ritrovata grazie alle planimetrie. La stanza comunica con la cabina armadio dell'appartamento vicino e Jenny con Donovan scoprono che si tratta di quello delle due ballerine che consegnano loro i filmati delle videocamere; Kana spiega il motivo per il quale lo avevano rinchiuso e che la sua morte non era voluta.
- Durata: 41 minuti
- Guest star: Brynn Tyra (Kana), Salvatore Antonio (Tony Gabris), Angela Asher (Maeve), Julie Nolke (Cori), Sam Kalilieh (Lars), Christopher Morris (Evan), Sarah Weatherwax (direttore di banca)

## Sparizione
- Titolo originale: Blast to the Past
- Diretto da: Samir Rehem
- Scritto da: Noelle Carbone

### Trama
Jenny, ripresa dall'esplosione e tornata alla sede del coroner, vuole fare l'autopsia sul cadavere ritrovato all'interno del negozio di fiori ma Donovan ed Elijah si oppongono anche lei è sicura che non si tratta di Peggy. Intanto al negozio Malik scopre che l'esplosione è stata provocata da un foro fatto nel tubo del gas e Donovan informa Jenny che procede con una denuncia per persone scomparse. Le indagini proseguono e Donovan, dopo aver trovato tra le prove una lampadina con odore di benzina, inizia a credere a Jenny che, aiutata da sua zia, ha la prova che il cadavere non è Peggy; poco dopo si scopre che è Maria Fiori. Mentre Donovan e Malik informano il padre di Maria e continuano le indagini; Jenny, Ross, Victoria e Alphonse cercano ogni indizio, anche nel passato, per ritrovare Peggy. Donovan e Malik scoprono che in precedenza c'è stato un incidente uguale a quello del negozio di fiori, in quell'occasione non ci furono feriti ma era coinvolto Lorenzo Scalfi, conosciuto per essere un mafioso; nel frattempo Jenny apprende da Victoria che Peggy, dopo essere entrata in psichiatria per proteggerla, aveva chiesto soldi ad un "italiano" per una terapia molto costosa in una clinica privata, poi riesce ad accedere al suo portatile e mostra i messaggi riguardanti una somma di denaro a Donovan. Donovan parla con Scalfi senza ottenere informazioni su Peggy, Jenny invece scopre dove potrebbe essere e quando arriva vede sua madre che sta per suicidarsi.
- Durata: 41 minuti
- Guest star: Gia Ariganello (Jenny da bambina), Sergio Di Zio (Enrico Fiori), Al Sapienza (Lorenzo Scalfi), Cynthia Dale (Victoria Lang)

## Tempo di partire
- Titolo originale: Death Goes On
- Diretto da: Samir Rehem
- Scritto da: Adriana Maggs

### Trama
Peggy, sotto shock, è in procinto di gettarsi nel vuoto perché crede che sua figlia sia morta nell'esplosione del negozio di fiori, fortunatamente Jenny riesce a convincerla a scendere e viene portata in ospedale. Donovan e Malik ascoltano Enrico e Rosa, il suo avvocato, riguardo Maria e Scalfi poiché preoccupati che la polizia non faccia il suo lavoro essendoci di mezzo un mafioso; poi raggiungono Peggy, che è a casa di Jenny in evidenti difficoltà, e raccolgono la sua versione riguardo all'attentato al negozio. Tornati in centrale Elijah rivela un altro indizio emerso dall'autopsia, Maria era incinta. Nel frattempo Victoria informa Jenny di voler portare Peggy con lei e di metterla in un istituto per aiutare lei e Ross, Peggy non vuole, fugge con l'auto e ha un incidente, Jenny, sopraggiunta poco dopo, nel tentativo di aiutarla scivola e batte la testa perdendo conoscenza; fortunatamente si sveglia in tempo per trarre Peggy in salvo dall'auto incidentata e ricordare alcune cose del loro passato. Alla centrale Donovan non riesce ad ottenere un mandato per il DNA di Scalfi perché testimone di una truffa e, essendoci in gioco due omicidi, decide di procurarselo da solo con l'aiuto di Rosa; arresta Scalfi e poi si dimette unendosi al team di Rosa.
- Durata: 41 minuti
- Guest star: Gia Ariganello (Jenny da bambina), Sergio Di Zio (Enrico Fiori), Al Sapienza (Lorenzo Scalfi), Cynthia Dale (Victoria Lang), Jewelle Blackman (Shirley Brownstone), Connor Smith (Trent), Elliot Ritter (Brad Morton), Dani Kind (Rosa), Zach Eulberg (poliziotto)